# 吡啶-2-甲酸铬
吡啶-2-甲酸铬（简写：CrPic3）是一种化合物，用作营养补充剂以治疗2型糖尿病，以及促进减肥。
它是红粉色的化合物，最初于1917年报道。它难溶于水，在中性pH下的水中，溶解度为600 µmol/L。它和其它三价铬化合物类似，化学性质上具有惰性，即在一般条件下稳定，它仅在较高温度下分解。在较低的pH下，该配合物会游离出吡啶-2-甲酸和Cr3+离子。

## 拓展链接
- National Toxicology Program summary（页面存档备份，存于）
- National Pollutant Inventory - Chromium(III) and compounds fact sheet
- Merck Manual（页面存档备份，存于）
- Chromium Picolinate and Weight Loss